# Anagyrus frontolatus
Anagyrus frontolatus är en stekelart som beskrevs av Sushil och Muhammad Sharif Khan 1996. Anagyrus frontolatus ingår i släktet Anagyrus och familjen sköldlussteklar. Inga underarter finns listade i Catalogue of Life.